# داگوبرتو لارا
داگوبرتو لارا (اسپانیایی: Dagoberto Lara‎؛ زادهٔ ۱۶ آوریل ۱۹۵۲) بازیکن فوتبال اهل کوبا بود.
وی همچنین در تیم ملی فوتبال کوبا بازی کرده‌است.